# 李惴
李惴（810年代？—862年），唐朝皇子，是唐宪宗李纯第十七子，生母不详。
从其兄唐宣宗李忱生年推断，当在810年后。其父唐宪宗在820年逝世。历穆宗、敬宗、文宗、武宗四朝后，大中六年（852年），李惴被兄长唐宣宗封为棣王，咸通三年（862年）二月，李惴去世。